# Heinrich Roth (Politiker, 1889)

Heinrich Roth

Heinrich Roth (* 8. Juli 1889 in Holler; † 25. November 1955 in Montabaur) war ein deutscher Politiker (Zentrum), Bürgermeister und Landrat und ehemaliger Abgeordneter des Reichstags sowie des Preußischen Landtages.

## Ausbildung und Beruf
Heinrich Roth machte nach dem Besuch der Volksschule eine Lehre als Buchdrucker und arbeitete im erlernten Beruf. Er absolvierte bei der Zentrale des Volksvereins für das katholische Deutschland in Mönchengladbach eine volkswirtschaftliche Fortbildung und war seit Mai 1924 als Sekretär für den Verein in Montabaur tätig. Gleichzeitig war er Vorsitzender der AOK des Unterwesterwaldkreises. 

## Politik in der Weimarer Republik
Heinrich Roth war Kreistagsabgeordneter im Unterwesterwaldkreis. Vom 4. April 1923 bis zum 1. Juli 1923 war er kommissarischer Leiter des Landratsamtes. Danach wurde er im Zusammenhang mit den Separatistenunruhen von den französischen Besatzungsbehörden ausgewiesen. Nach seiner Rückkehr wurde er am 18. Februar 1926 zum Bürgermeister von Montabaur gewählt.
1920 wurde er für den Unterwesterwaldkreis in den Nassauischen Kommunallandtag gewählt. Im Mai 1924 wurde er für den Wahlkreis 19 (Hessen-Nassau) auf der Liste des Zentrums in den Reichstag gewählt, dem er bis zum November des gleichen Jahres angehörte. Von 1932 bis 1933 war er Abgeordneter des Preußischen Landtages und von Januar 1930 bis Mai 1932 Mitglied des Preußischen Staatsrates. Seit November 1929 war Heinrich Roth Landesvorsitzender der Zentrumspartei in Nassau.

## Zeit des Nationalsozialismus
Mit der Machtergreifung der Nationalsozialisten 1933 wurde Roth am 2. April 1933 vorläufig seines Amtes als Bürgermeister enthoben und am 29. November 1933 durch die neuen Machthaber endgültig entlassen. Ebenfalls verlor er die Mandate im Kommunallandtag und Landtag. In demselben Jahr wurde die Wohnung Roths von der SA verwüstet und Heinrich Roth in „Schutzhaft“ genommen.
1934 bis 1939 arbeitete Roth als Handelsvertreter, bis er Arbeitsverbot erhielt. Im Untergrund versuchte er die Kontakte zu den Politikern des Zentrums aufrechtzuerhalten. Nach dem Attentat auf Hitler, im Rahmen der Aktion Gewitter, wurde er verhaftet und erst am 20. Oktober 1944 wegen Haftunfähigkeit entlassen. Bis zum Kriegsende stand er unter Polizeiaufsicht und durfte Montabaur nicht verlassen.

## Nachkriegszeit
1945 wurde Heinrich Roth erneut zum Bürgermeister von Montabaur ernannt. 1946 wurde er zum Landrat des Unterwesterwaldkreises gewählt. 1947 bestimmte die französische Besatzungsmacht jedoch seine Entlassung. Heinrich Roth wurde daraufhin vom 20. November 1947 bis zu seiner Pensionierung zum 31. Juli 1955 Landrat des Landkreises St. Goar.